# Targa Florio 1906

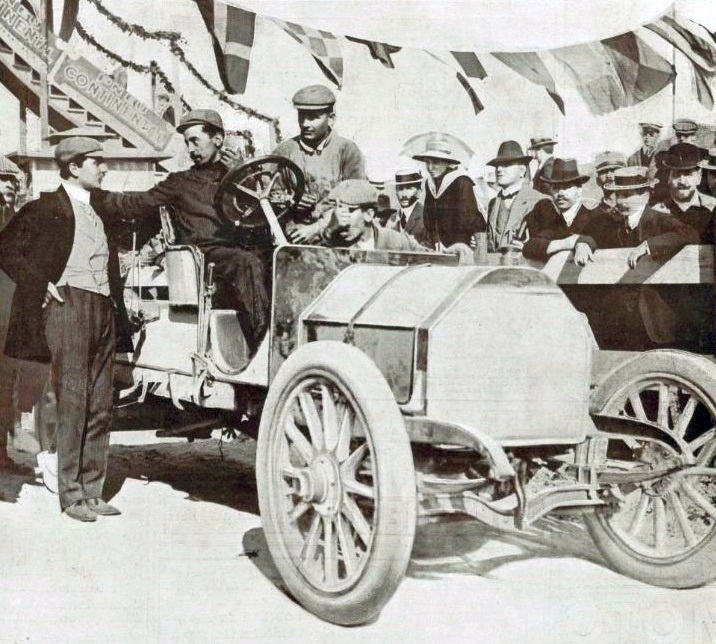
Rennsieger Alessandro Cagno im Itala 35/40 HP/8.0

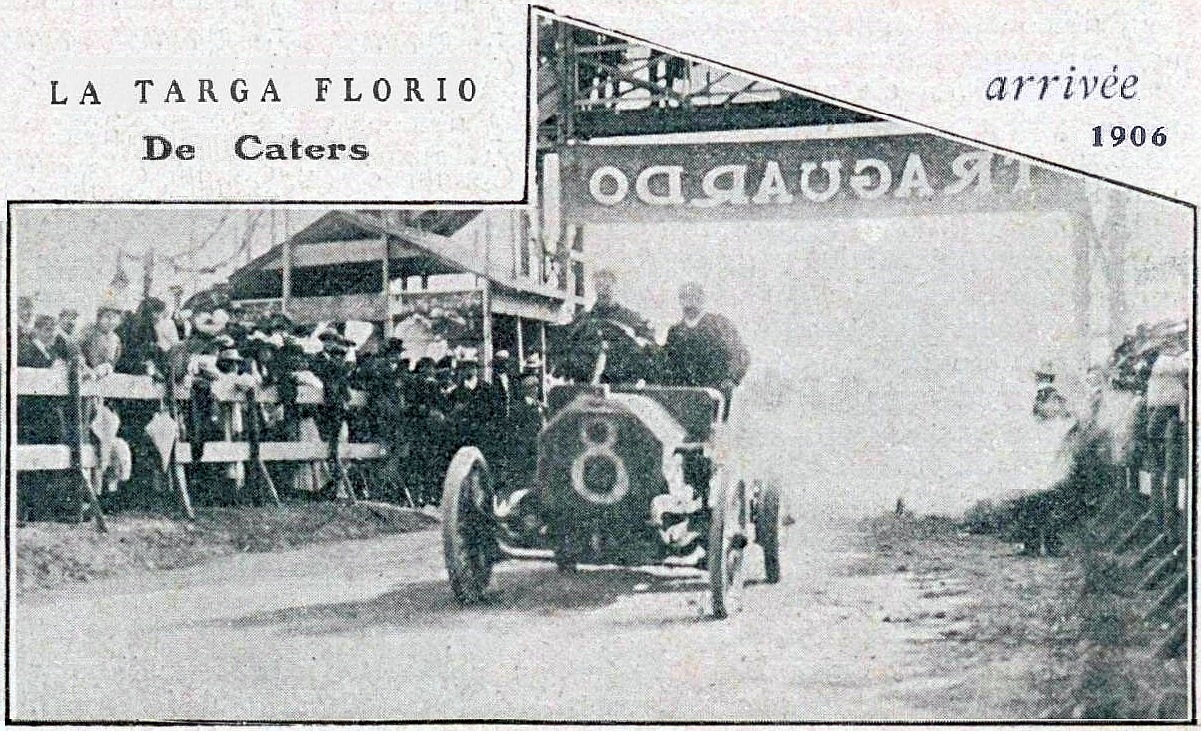
Die erste Zielankunft in der Geschichte der Targa Florio. Pierre de Caters im Itala 35/40 HP/7.4

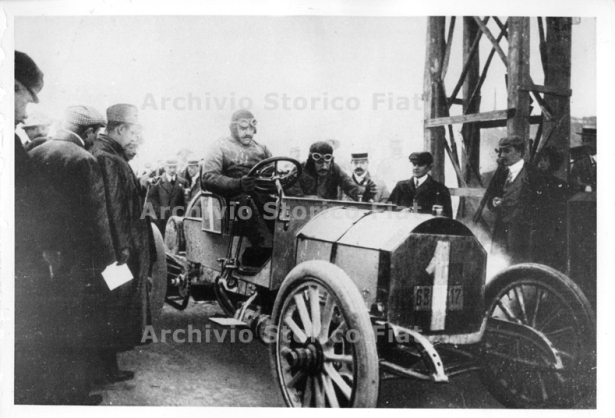
Vincenzo Lancia im Fiat 24/40 HP/7.4

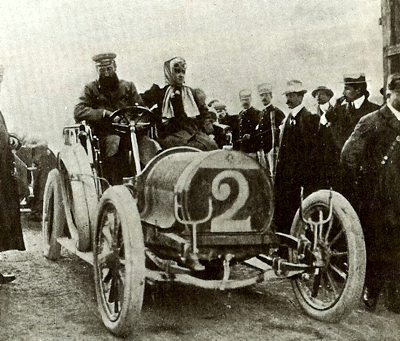
Hubert Le Blon mit seiner beifahrenden Ehefrau im Hotchkiss 35 HP/5.0

Die erste Targa Florio, auch I Targa Florio, war ein Straßenrennen auf Sizilien und fand am 6. Mai 1906 statt.

## Die Familie Florio
Die größte Mittelmeer-Insel Sizilien war seit 1861 ein Teil des Königreichs Italien. Durch den Zug der Tausend unter der Führung von Giuseppe Garibaldi endete während des Risorgimento das seit dem Wiener Kongress bestehende Königreich beider Sizilien. 1906, im Jahr der ersten Targa Florio, war Sizilien noch immer eine Unruheprovinz. Immer wieder kam es zu Aufständen, als Antwort auf neue Gesetze der Zentralregierung in Rom. Vor allem das sizilianische Bürgertum und der Adel empfanden viele Vorschriften als mutwilligen Eingriff in hunderte Jahre alte Traditionen. Viele Orte der Insel wurden von Banden terrorisiert, die der Ursprung der Mafia waren. Immer wieder verhängte die Regierung über die Insel das Kriegsrecht und entsandte das Militär zur Wiederherstellung der staatlichen Ordnung.
In diesem Umfeld kam am 16. März 1883 in der sizilianischen Hauptstadt Palermo Vincenzo Florio zur Welt. Er war der jüngste von vier Söhnen von Ignazio Florio. Sein Großvater war Vincenzo Florio senior und seine Großmutter die Baroness Giovanna d’Ondes Trigona. Die Familie Florio war zu Beginn des 19. Jahrhunderts von Kalabrien nach Palermo gezogen und verfügte über ein beträchtliches Privatvermögen, das sie zu einer der reichsten Familien Italiens machte. Vincenzo Florios Vater leitete die Reederei Navigazione Generale Italiana, an der die Familie 50 % der Anteile hielt. Dazu kamen ein weitverzweigter Weinhandel, großer Grundbesitz und Beteiligungen an Banken und Versicherungen. Wie sein Großvater war auch sein Vater ein Senator des Königreichs Italien.
Vincenzo Florio hatte in seinen jungen Jahren wenig Interesse an den Familiengeschäften. Er war ein Lebemann und reiste lieber in Europa von Großstadt zu Großstadt. In Paris kam er zum ersten Mal mit einem Kraftfahrzeug in Berührung. Er erwarb ein ausgestelltes De-Dion-Bouton-Motordreirad und brachte es per Schiff nach Palermo. Da es eines der ersten Kraftfahrzeuge auf der Insel war, gab es dort für das Gefährt keinen Treibstoff; der musste umständlich aus Frankreich importiert werden. Florio wollte die Leistungsfähigkeit seines Kraftrades bei Wettkämpfen mit anderen demonstrieren. Da in ganz Sizilien keine vergleichbaren Fahrzeuge existierten, ergaben sich skurrile Rennen gegen Radfahrer und Pferdegespanne.
Bald folgte auf das Kraftrad das erste Automobil. Beim Kauf des ersten Fiat lernte er in Turin Felice Nazzaro kennen. Florio und der bereits als Autorennfahrer erfolgreiche Nazzaro wurden enge Freunde. Florio verkaufte in Sizilien Fiat-Modelle an seine reichen Freunde und bestritt unter Nazzaros Anleitung ein erstes Autorennen in Padua, das er prompt gewann. Niemand in seiner Familie teilte sein Interesse für das sportliche Automobil und seinem älteren Bruder Ignazio gelang es immer wieder, ihn von Rennteilnahmen abzuhalten. So verhinderte er seinen Start beim als Todesrennen in die Geschichte eingegangenen Rennen Paris–Madrid 1903. Vincenzo Florio ließ sich jedoch nicht beirren und startete in den Folgejahren bei nationalen und internationalen Autorennen. 1905 entstand die Coppa Florio. Nachdem er einen Pokal und 50.000 Italienische Lire als Siegespreis zur Verfügung gestellt hatte, wurde die Automobilwoche Brescia in die Coppa umbenannt.

## Die Idee
Den Anstoß, sich mit einem Autorennen auf Sizilien zu beschäftigen, bekam Vincenzo Florio von dem französischen Journalisten Henri Desgrange. Desgrange war Herausgeber der Sportzeitung L’Auto und Gründer des Radrennens Tour de France. Bei einem Treffen 1905 in Paris sprach Desgrange Florio auf ein Rennen in Sizilien, ähnlich der Tour de France für Automobile, an. Florio entgegnete, so ein Rennen sei nicht möglich, denn in Sizilien gebe es keine Straßen. Zurück in Palermo machte er sich dennoch an die Planung eines Rennens. Zu Hilfe kam ihm der Umstand, dass viele alte Wege und unbefestigte Straßen durch die familieneigenen Ländereien führten. Es entstand der erste Rundkurs der Targa Florio: der 148 Kilometer lange Grande circuito delle Madonie. Die Start-und-Ziellinie befand sich in der Nähe des Bahnhofs von Cerda und führte die Teilnehmer in einer Art Insel-Rundfahrt zurück nach Palermo. Bei einem ortsansässigen Juwelier ließ Florio eine Plakette (italienisch Targa) anfertigen, die in Verbindung mit seinem Nachnamen zur Rennbezeichnung wurde. Der Siegespreis für ein Rennen über drei Runden betrug 30.000 Lire.

## Das Rennen

### Teams, Hersteller und Fahrer
Am Renntag der ersten Targa Florio, dem 6. Mai 1906, standen elf Fahrzeuge in der Meldeliste. Zehn davon gingen ins Rennen, nachdem der La Buire von Paul Mottard bei einem Trainingsunfall schwer beschädigt worden war. Von den fünf gemeldeten Itala waren vier Werkswagen. Ausgestattet mit 7,3- bzw. 8-Liter-5-Zylinder-Motoren, wurden die 35/40 HP von Alessandro Cagno, Ettore Graziane, Victor Regal und Pierre de Caters gefahren. Fiat meldete einen 20/40 HP für Vincenzo Lancia und Clément-Bayard für die Fournier-Brüder. Große Aufmerksamkeit bei Presse und Publikum erregte Hubert Le Blon, der einen Hotchkiss steuerte. Der mitfahrende Mechaniker war seine Ehefrau. Beifahrer von Paul Bablot im Werks-Berliet war der spätere Rennfahrer Jean Porporato.

### Der Rennverlauf
Mit einem Startintervall von zehn Minuten gingen die Wagen ab 6 Uhr in der Früh einzeln ins Rennen. Als erster startete Vinzenzo Lancia im Fiat, der von Beginn weg ein beachtliches Tempo fuhr und die Führungsrunde an der Spitze beendete. Dahinter lagen Paul Bablot im Berliet und Cagno im Werks-Itala. Während Bablot und Cagno nach der ersten Runde an den Boxen anhielten, um die Tanks aufzufüllen und die Reifen zu wechseln, fuhr Lancia weiter. Während der zweiten Runde begann der Fiat Benzin zu verlieren. Der Tank war Leck geworden und verlor fast den gesamten Treibstoff. Lancia musste an der Strecke anhalten. Während sein Mechaniker den Tank notdürftig reparierte, gelang es Lancia Benzin aufzutreiben, um die Fahrt fortzusetzen. Da der Fiat-Motor aber nurmehr auf zwei Zylindern lief, musste Lancia nach der zweiten Runde aufgeben. Ein besonders Missgeschick unterlief den Itala- und Berliet-Mechanikern. Die Boxen hatten nur einen großen Raum, in dem alle Teams ihre Ersatzteile, Treibstoffe und Verpflegungen untergebracht hatten. Mit dem Ende der zweiten Runde war in der Anlage schon vieles durcheinandergeraten. Ein Itala-Mechaniker verwechselte den Kanister mit dem Wasser zum Händewaschen mit einem für Benzin und füllte Wasser in einen zum Tanken bereitgestellten Behälter. Dieser wurde dann von einem Berliet-Mitarbeiter – beide Teams tankten gemeinsam – mit Benzin aufgefüllt. Dadurch wurde beim letzten Tankstopp sowohl in den Berliet von Bablot als auch in den Itala von Rigal ein Wasser-Benzin-Gemisch eingefüllt, das die Leistung der Motoren negativ beeinflusste. Beide Wagen fielen in der letzten Runde zurück und wurden von Ettore Graziane überholt, der hinter dem überlegenen Sieger Cagno als Zweiter das Ziel erreichte.

## Ergebnisse

### Schlussklassement
| 1               |  | 3  | Fabbrica Automobili Itala           | Alessandro Cagno | Itala 35/40 HP/8.0   | 9:32:22,000  |
| 2               |  | 10 | Fabbrica Automobili Itala           | Ettore Graziane  | Itala 35/40 HP/7.4   | 10:05:32,200 |
| 3               |  | 5  | Automobiles Marius Berliet          | Paul Bablot      | Berliet 24/40 HP/6.3 | 10:20:05,200 |
| 4               |  | 9  | Fabbrica Automobili Itala           | Victor Rigal     | Itala 35/40 HP/7.4   | 10:25:08,600 |
| 5               |  | 8  | Fabbrica Automobili Itala           | Pierre de Caters | Itala 35/40 HP/7.4   | 10:58:26,200 |
| 6               |  | 2  | Hubert Le Blon                      | Hubert Le Blon   | Hotchkiss 35 HP/5.0  | 11:09:23,600 |
| Nicht klassiert |  |    |                                     |                  |                      |              |
| 7               |  | 7  | Établissements Clément-Bayard       | Maurice Fournier | Clément-Bayard 35 HP |              |
| Ausgefallen     |  |    |                                     |                  |                      |              |
| 8               |  | 4  | Établissements Clément-Bayard       | Achille Fournier | Clément-Bayard 24 HP |              |
| 9               |  | 6  | George Pope                         | George Pope      | Itala 35/40 HP/7.4   |              |
| 10              |  | 1  | Fabbrica Italiana Automobili Torino | Vincenzo Lancia  | Fiat 24/40 HP/7.4    |              |
| Nicht gestartet |  |    |                                     |                  |                      |              |
| 11              |  |    | Paul Mottard                        | Paul Mottard     | La Buire             | 1            |

1 Unfall im Training

### Nur in der Meldeliste
Zu diesem Rennen sind keine weiteren Meldungen bekannt.

### Klassensieger
Zu diesem Rennen sind keine Klassensieger bekannt.

### Renndaten
- Gemeldet: 11
- Gestartet: 10
- Gewertet: 6
- Rennklassen: keine
- Zuschauer: unbekannt
- Wetter am Renntag: trocken
- Streckenlänge: 148,823 km
- Fahrzeit des Siegerteams: 9:32:22,000 Stunden
- Gesamtrunden des Siegerteams: 3
- Gesamtdistanz des Siegerteams: 446,469 km
- Siegerschnitt: 46,802 km/h
- Schnellste Trainingszeit: keine
- Schnellste Rennrunde: Alessandro Cagno - Itala 35/40 HP/8.0 (#3) – 2:50:10,000 = 52,474 km/h
- Rennserie: zählte zu keiner Rennserie